# АЛАРА

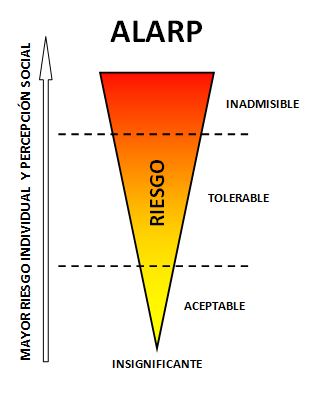

АЛАРА (англ. ALARA, сокр. As Low As Reasonably Achievable) — один из основных критериев, сформулированный в 1954 году Международной Комиссией по радиационной защите с целью минимизации вредного воздействия ионизирующей радиации. Предусматривает поддержание на возможно низком и достижимом уровне как индивидуальных (ниже пределов, установленных действующими нормами), так и коллективных доз облучения, с учётом социальных и экономических факторов.
В Российской Федерации также известен как принцип оптимизации, соблюдение которого наряду с принципами обоснования и нормирования является одним из основных факторов обеспечения радиационной безопасности.
Принцип ALARA широко используется на АЭС и других радиационно-опасных объектах всего мира в качестве одного из важнейших принципов обеспечения радиационной безопасности при проведении, при планировании, подготовке и выполнении радиационно-опасных работ.
По сложившейся в большинстве стран практике, принцип оптимизации должен использоваться каждый раз, когда планируется проведение защитных мероприятий. Ответственным за реализацию этого принципа является служба или лица, ответственные за организацию радиационной безопасности на объектах или территориях, где возникает необходимость в радиационной защите.
В условиях нормальной эксплуатации, оптимизация (совершенствование защиты) должна осуществляться при уровнях облучения в диапазоне от принятых на данном объекте пределов доз до достижения пренебрежимо малого уровня — 10 мкЗв в год индивидуальной дозы.
Реализация принципа оптимизации, как и принципа обоснования, должна осуществляться по специальным методическим указаниям, утверждаемым федеральными органами государственного надзора за радиационной безопасностью, а в случае, если таковых не существует — путём проведения радиационно-гигиенической экспертизы обосновывающих документов. При этом минимальным расходом на совершенствование защиты, снижающей эффективную дозу на 1 человеко-зиверт, считается расход, равный одному годовому душевому национальному доходу (величина альфа, принятая в международных рекомендациях).
Рекомендации, изданные в 1990 году Международной Комиссией по радиологической защите (МКРЗ), содержат три основных принципа, лежащие в основе современной системы радиационной защиты:
1. никакая практическая деятельность, связанная с ионизирующим излучением, не должна осуществляться, если польза от неё для облучённых лиц или общества в целом меньше ущерба от вызванного ею облучения;
2. для любого отдельного источника в рамках данной практической деятельности значения индивидуальных доз, число облучённых лиц и вероятность подвергнуться облучению, которые не обязательно случатся, должны поддерживаться на самых низких уровнях, какие только могут быть достигнуты с учётом экономических и социальных факторов;
3. облучение отдельных лиц от сочетания всех видов практической деятельности должно ограничиваться граничными дозами или контролем риска в случае потенциального облучения.

## Электромагнитные излучения
Парламентская ассамблея Совета Европы в резолюции 1815 (2011) «Потенциальные опасности электромагнитных полей и их воздействие на окружающую среду» рекомендует применять принцип ALARA в части стандартов и пороговых значений эмиссий электромагнитных полей всех типов и частот. Если нет возможности с достаточной определенностью установить степень риска воздействия ЭМП на население и окружающую среду, всегда должен применяться принцип ALARA.